# タウ・コロマタンギ
タウ・コロマタンギ（Tau Koloamatangi、1995年1月3日 - ）は、メジャーリーグラグビー、マイアミ・シャークスに所属するラグビー選手。

## プロフィール
- ニュージーランド・オークランド出身[1]。
- ポジションはプロップ(PR)。
- 身長 172cm、体重 128kg
- U20ニュージーランド代表に選ばれたことがある[2]。
- 香港代表キャップ数は1。
- トンガ代表キャップ数は9(2025年1月現在）でラグビーワールドカップ2023のトンガ代表に選ばれた[3]。

## 略歴
ワイカト、マンリー、オタゴ、モアナ・パシフィカを経て、2024年、マイアミ・シャークスに加入。